# Constantin-Daniel Cadariu

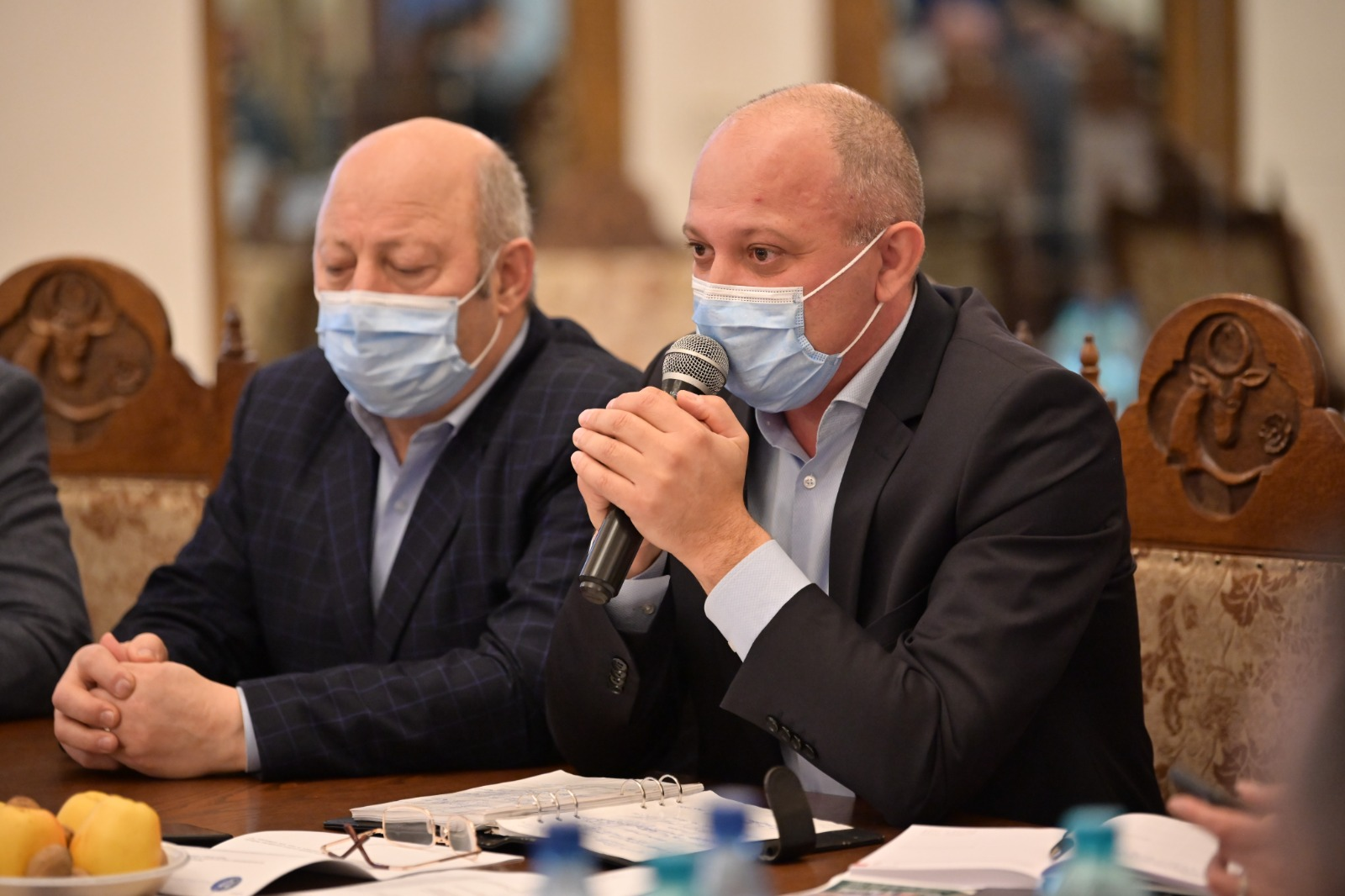
Constantin-Daniel Cadariu la Primăria Vatra Dornei.

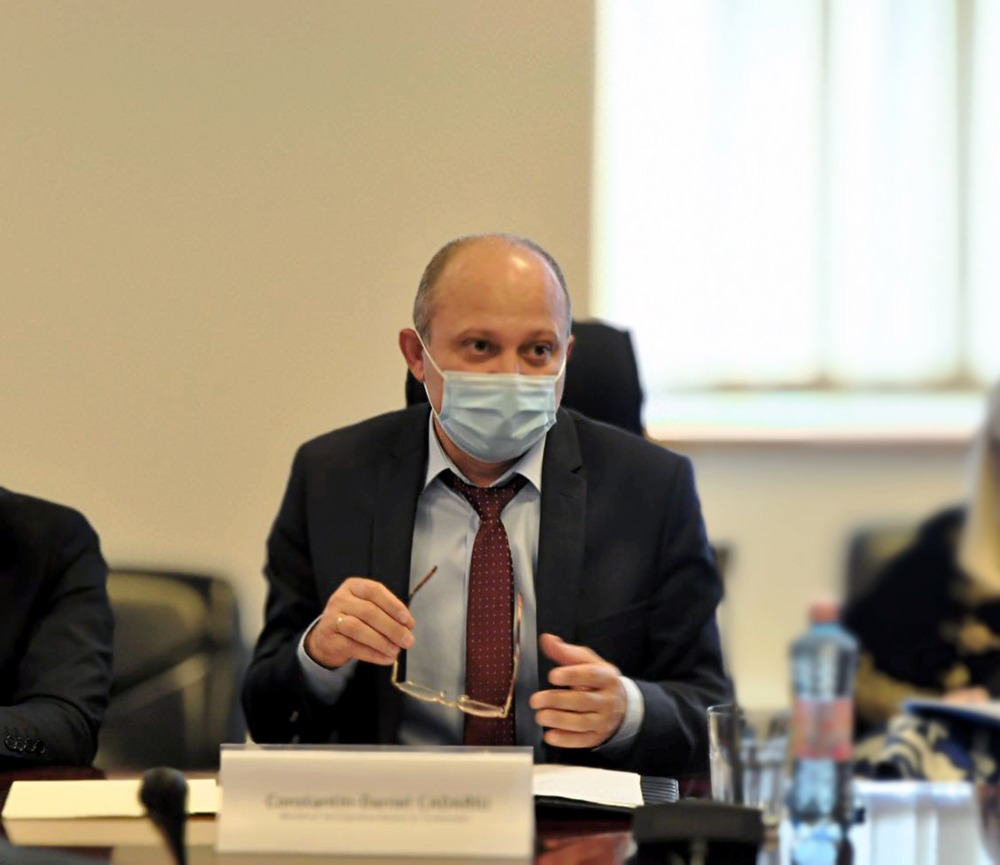
Daniel Cadariu

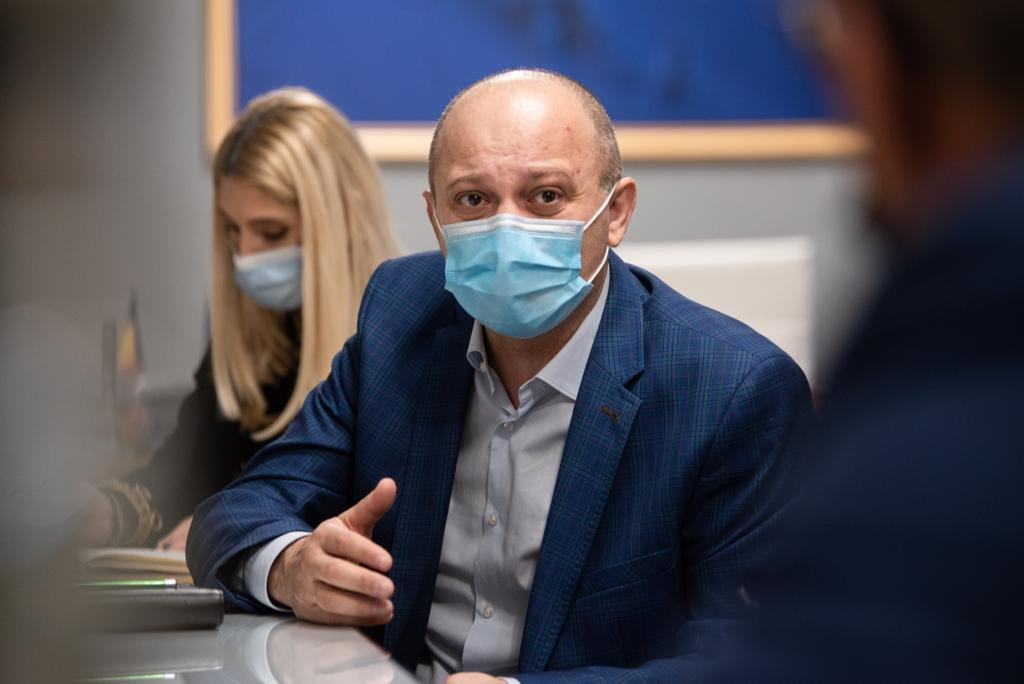
Foto Dan Cadariu

Constantin-Daniel Cadariu (n. 16 decembrie 1967, Gura Humorului, România) este Ministru al Antreprenoriatului și Turismului în Guvernul Nicolae Ciucă, din 25 noiembrie 2021, și senator român, ales în Circumscripția electorală nr.35 - Suceava. Daniel Cadariu este membru în grupul parlamentar de prietenie cu Republica Orientală a Uruguayului. Acesta a fost membru în grupurile parlamentare de prietenie cu Republica Cehă, Republica Arabă Egipt și Islanda între 2016 și 2020 Arhivat în 12 decembrie 2021, la Wayback Machine..

## Activitate profesională
Cadariu este absolvent al Facultății de Mecanică, Secția Mașini Termice, Institutul Politehnic Iași. A fost expert al Corpului de control al Ministrului Internelor și Reformei administrative între 2005-2008. Ulterior a fost Vicepreședinte al Consiliul Județean Suceava între 2008-2012.

## Activitate politică
▪ 25 noiembrie 2021– prezent, Ministru al Antreprenoriatului și Turismului în Guvernul Nicolae Ionel Ciucă;
▪ 2016– prezent, Senator, Senatul României;
▪ 2016– prezent, Vicepreședinte BPJ PNL, județul Suceava;
▪ 2008– 2012, Vicepreședinte Consiliului Județean Suceava;
▪ 2004– 2007, Consilier județean, Suceava;
▪ 2000– 2004, Consilier local, Oraș Gura Humorului, județul Suceava.

## Alte informații
▫ Naționalitate– română;
▫ Stare civilă– căsătorit - 2 copii.